# Silvã de Cima
Silvã de Cima ist eine Gemeinde (Freguesia) im portugiesischen Kreis Sátão. In ihr leben 425 Einwohner (Stand 19. April 2021).